# 알리체 벨란디
알리체 벨란디(이탈리아어: Alice Bellandi, 1998년 11월 28일~)는 이탈리아의 유도 선수이다. 올림픽에 2회 참가하여 2024년 하계 올림픽 여자 하프헤비급 금메달을 획득했다. 또한 세계 선수권 대회에서 은메달 1개, 동메달 1개를 획득했으며, 유럽 선수권 대회에서 은메달 1개, 동메달 1개를 획득했다.